# Usia incognita
Usia incognita är en tvåvingeart som beskrevs av Paramonov 1950. Usia incognita ingår i släktet Usia och familjen svävflugor. Inga underarter finns listade i Catalogue of Life.